# Elizabeth Paisieva
Elizabeth Vladimirova Paisieva (en bulgare : Елизабет Владимирова Паисиева) est une gymnaste rythmique bulgare, née le 17 décembre 1986 à Sofia.

## Carrière
Médaillée de bronze par équipes aux Championnats du monde de gymnastique rythmique 2001 à Madrid et aux Championnats d'Europe de gymnastique rythmique 2002 à Grenade, Elizabeth Paisieva est médaillée de bronze au ruban aux Championnats du monde de gymnastique rythmique 2003 à Budapest.
Elle a participé à deux éditions des Jeux olympiques, en 2004 et 2008, mais n'y a remporté aucune médaille.